# Петрунов, Кирил
Кирил Петрунов (болг. Кирил Петрунов; 1901 — 1971) — болгарский легкоатлет, выступавший в беге на средние дистанции, прыжках в длину и тройном прыжке. Участник летних Олимпийских игр 1924 года.

## Биография
Кирил Петрунов родился в 1901 году.
В 1924 году вошёл в состав сборной Болгарии на летних Олимпийских играх в Париже. В беге на 400 метров занял в забеге 1/8 финала последнее, 4-е место. В прыжках в длину занял в квалификации 26-е место, показав результат 6,00 метра и уступив 88 сантиметров попавшим в финал с 6-го места Крису Макинтошу из Великобритании и Вирджилио Томмази из Италии. В тройном прыжке занял в квалификации последнее, 18-е место с результатом 12,015 метра, уступив 2,335 метра попавшему в финал с 6-го места Микио Оде из Японии. Также был заявлен в беге на 800 метров, но не вышел на старт. Был знаменосцем сборной Болгарии на церемонии открытия Олимпиады.
Умер в 1971 году.

## Личные рекорды
- Бег на 400 метров — 56,0 (1925)[6]
- Прыжки в длину — 6,49 (1924)[6]
- Тройной прыжок — 12,98 (1925)[6]